# Bernhard von Büderich
Bernhard von Büderich bzw. Bernhard Derike oder Bernhard Dyrken (* um 1405 in Büderich; † 23. September 1457 in Hildesheim) war ein deutscher Ordensbruder und der erste Rektor der Hildesheimer Niederlassung der Brüder vom gemeinsamen Leben.

## Leben
Im Brüderhaus zu Münster wurde er Schüler und Vertrauter Heinrichs von Ahaus. Dieser sandte ihn 1437 nach Rom, um mit der Kurie über die Verleihung von Privilegien für die Brüderbewegung zu verhandeln. Den dabei angebotenen Bischofshut lehnte er ab.
Am 18. April 1439 erhielt er von Eugen IV. die „Bulla  Eugeniana“, die die Brüderhäuser in Köln, Münster und Wesel bestätigte und in Kollegiatstifte mit Pröpsten umwandelte.
Auf Beschluss des Kolloquiums in Münster wurde Bernhard von Büderich 1440 mit einigen Brüdern aus dem Münsteraner, dem Kölner und dem Herforder Fraterhaus nach Hildesheim gesandt, um eine neue Niederlassung zu gründen, für die Gottfried Borninck 1439 ein bischöfliches Privileg erlangt hatte. Dort fanden sie 1443 im Lüchtenhof eine Stätte für ihr Brüderhaus.
1451 besuchte der päpstliche Kardinallegat Nikolaus von Kues die Hildesheimer Niederlassung.
1455 entsandte Bernhard von Büderich Brüder nach Kassel, um dort eine ebensolche Gemeinschaft im Weißenhof zu gründen.
Peter Dieburg, der dem Hildesheimer Brüderhaus seit seiner Gründung über 50 Jahre angehört hat, rühmt in seiner Biographie Bernhard von Büderich als einen feurigen Prediger und treuen Scholarenseelsorger. Beide vertraten die Hildesheimer Richtung der Brüderbewegung, die eine zunehmend klösterliche, weltabgewandte Entwicklung der Konvente ablehnte.